# 山岳兵 (ウクライナ陸軍)
山岳兵（ウクライナ語: Гірська піхота України）とは、ウクライナ陸軍における山岳戦部隊である。

## 概要
ウクライナ国内の山岳地帯としては西部のカルパティア山脈と、クリミア半島南部のクリミア山脈が存在している。
特にカルパティア山脈はウクライナと国境を接するルーマニアやポーランド、スロバキアにもまたがっているため、西部領土防衛のために山岳戦部隊が編成された。

## 編成
カルパティア山脈は西部のザカルパッチャ州、イヴァーノ＝フランキーウシク州、リヴィウ州にまたがっているため、ウクライナ陸軍の山岳旅団は2個旅団とも西部作戦管区に属する。
- 第10独立山岳強襲旅団（イヴァーノ＝フランキーウシク州コロミア）
- 第128独立山岳強襲旅団（ザカルパッチャ州ムカチェヴォ）